# Sangabasis
Sangabasis – rodzaj ważek z rodziny łątkowatych (Coenagrionidae). Obejmuje gatunki występujące na Filipinach. Są to ważki o smukłym ciele z przeważnie metalicznie zielonym tułowiem i długimi przydatkami odwłokowymi.

## Systematyka
W 2012 roku Reagan Joseph Villanueva wydzielił z rodzaju Amphicnemis gatunki zamieszkujące Filipiny i zaliczył je do trzech nowo utworzonych rodzajów: Luzonobasis, Pandanobasis i Sangabasis, zaś pozostałe filipińskie gatunki przeniósł do Pericnemis. Do Sangabasis zaliczył 4 gatunki, a jako gatunek typowy wyznaczył Amphicnemis braulitae. W 2014 roku Villanueva i Rory A. Dow opisali 8 gatunków z tego rodzaju, tak więc obecnie (2025) do Sangabasis zaliczanych jest 12 gatunków.

### Podział systematyczny
Do rodzaju należą następujące gatunki:
- Sangabasis braulitae (Villanueva, 2005)
- Sangabasis bukid Villanueva & Dow, 2014
- Sangabasis bulba Villanueva & Dow, 2014
- Sangabasis cahilogi Villanueva & Dow, 2014
- Sangabasis carmelae Villanueva & Dow, 2014
- Sangabasis circularis (Lieftinck, 1974)
- Sangabasis dentifer (Needham & Gyger, 1939)
- Sangabasis feliculoi Villanueva & Dow, 2014
- Sangabasis furcata (Brauer, 1868)
- Sangabasis hamis Villanueva & Dow, 2014
- Sangabasis janvantoli Villanueva & Dow, 2014
- Sangabasis zamboanga Villanueva & Dow, 2014